# R.I.S. Police scientifique
R.I.S. Police scientifique è una serie televisiva francese basata sull'originale italiana R.I.S. - Delitti imperfetti, trasmessa su TF1 dal 12 gennaio 2006.

## Sinossi
La struttura della serie prevede una linea gialla, che si dipana nell'intero arco degli episodi di una stagione, centrata sulla figura di un singolo criminale particolarmente pericoloso (o, come nel caso della quinta stagione, una setta di criminali) la cui cattura mette a dura prova l'abilità dei protagonisti; contemporaneamente, sono presenti una serie di casi di puntata che vengono risolti all'interno di ogni singolo episodio.

## Personaggi e interpreti della serie
- Delphine Rollin: comandante Lucie Ballack, capo del RIS (stagione 9)
- Stéphane Metzger: Malik Berkaoui (stagioni 1-9)
- Coraly Zahonero: dottoressa Alessandra Joffrin (stagioni 1-9)
- Laurent Olmedo: capitano Pierre Morand (stagioni 1-9)
- Jean-Luc Joseph: Frédéric Arthaud,  (stagioni 4-9)
- Laetitia Fourcade: Émilie Durringer, ufficiale (stagioni 7-9)
- Jean-Pierre Michaël: Marc Venturi, capo del RIS (stagioni 1-2; ospite stagione 5)
- Pierre-Loup Rajot: Hugo Challonges (stagioni 1-6)
- Aurélie Bargème: Nathalie Giesbert (stagioni 1-5)
- Barbara Cabrita: Julie Labro (stagioni 1-7)
- Claudia Tagbo: tenente Martine Forest (stagioni 1-5)
- Lizzie Brocheré: Cécile Challonges, figlia di Hugo (stagioni 1, 2, 5 e 6)
- Philippe Caroit: Gilles Sagnac, capo del RIS (stagioni 3-6)
- Claire Galopin: Eloïse Soma (stagioni 4-5)
- Jean-Baptiste Marcenac: dottor Gabriel Valmer, medico legale (stagioni 4-6)
- Michel Voïta: Maxime Vernon, capo del RIS (stagioni 6-8)
- Anne-Charlotte Pontabry: Katia Shriver (stagioni 5-8)

## Episodi
| Stagione         | Episodi | Prima TV Francia |
| ---------------- | ------- | ---------------- |
| Prima stagione   | 8       | 2006             |
| Seconda stagione | 12      | 2007             |
| Terza stagione   | 10      | 2008             |
| Quarta stagione  | 16      | 2008-2009        |
| Quinta stagione  | 16      | 2009-2010        |
| Sesta stagione   | 10      | 2010-2011        |
| Settima stagione | 8       | 2012             |
| Ottava stagione  | 12      | 2013             |
| Nona stagione    | 8       | 2014             |